# Club Atlético Veragüense
O Club Atlético Veragüense é um clube de futebol do Panamá fundado em 2003.

## História
Em 2002, o La Primavera derrotou o Expreso Bocas pela primeira vez, vencendo por 2–1, ganhando a promoção à Liga Panameña de Fútbol pela primeira vez.
Em 2003, a equipe foi renomeada para o Atlético Veragüense. Sob o novo nome, o time permaneceu na primeira divisão até o Clausura 2011, quando foi rebaixado.
Eles retornaram após o Clausura 2016, substituindo Chepo F.C. (que tinha dobrado).